# Austrohyboella
Austrohyboella is een geslacht van rechtvleugeligen uit de familie doornsprinkhanen (Tetrigidae). De wetenschappelijke naam van dit geslacht is voor het eerst geldig gepubliceerd in 1952 door Rehn.

## Soorten
Het geslacht Austrohyboella  is monotypisch en omvat slechts de volgende soort:
- Austrohyboella gibbera (Rehn, 1952)